# Sungai Nipah (Borneo Południowe)
Sungai Nipah – wieś (desa) w kecamatanie Kelumpang Selatan, w kabupatenie Kotabaru w prowincji Borneo Południowe w Indonezji.
Miejscowość ta leży w środkowej części kecamatanu.